# جورج القرا
جورج القرا (ولد عام 1953)، قاضي فلسطيني إسرائيلي (من عرب 48)، يعمل منذ العام 2017 قاضيا في المحكمة الإسرائيلية العليا.

## نشأته وتعليمه وحياته المهنية
نشأ في عائلة عربية مسيحية في يافا، وتلقى تعليمه المدرسي في مدرسة تيراسنطة الابتدائية ومدرسة اشكولوت الثانوية في يافا. درس الحقوق في جامعة تل أبيب وتخرج منها عام 1973، وعمل في المحاماة حتى العام 1989، حيث عين قاضيا لمحكمة الصلح في تل أبيب-يافا، ثم عين عام 2002 قاضيا في المحكمة المركزية هناك، حيث تدرج ليصبح في عام 2010 قاضيا كبيرا، ثم نائبا لرئيسة المحكمة في 2013. وفي حزيران 2017 عين قاضيا في المحكمة العليا.
كان قرا هوالقاضي الذي أدان الرئيس الإسرائيلي السابق موشيه كاتساف بارتكاب جريمة الاغتصاب، وفي قضية أخرى رفيعة المستوى، أدان عوفر نمرودي بالتنصت غير القانوني.